# Attacus caesar
Espèce
Attacus caesar est une espèce de papillons de la famille des Saturniidae. On le trouve dans le Sud des Philippines. Ce papillon présente la deuxième plus grande envergure documentée de tous les papillons au monde, à 255 mm.

## Description
Le mâle a une envergure d'environ 200 mm tandis que la femelle mesure environ 250 mm. C'est l'un des plus grands papillons au monde.

## Répartition
L'espèce est présente dans le Sud des Philippines.

## Systématique
Le nom valide complet (avec auteur) de ce taxon est Attacus caesar Maassen, 1873.
Attacus caesar a pour synonymes :
- Attacus imperator Kirby, 1892
- Attacus imperialis Seitz, 1926